# Stellarium live
Lo Stellarium Live (noto, più semplicemente, come Stellarium) è stata una tournée di Renato Zero del 1990, la seconda di quell'anno (la prima fu Voyeur Zerolandia Tour).

## Le date
| # | Giorno         | Città            | Luogo         |
| - | -------------- | ---------------- | ------------- |
| 1 | 1 giugno 1990  | Lido di Camaiore | Bussoladomani |
| 2 | 9 luglio 1990  | Lido di Camaiore | Bussoladomani |
| 3 | 16 luglio 1990 | Lido di Camaiore | Bussoladomani |
| 4 | 26 luglio 1990 | Lido di Camaiore | Bussoladomani |
| 5 | 7 agosto 1990  | Lido di Camaiore | Bussoladomani |
| 6 | 16 agosto 1990 | Lido di Camaiore | Bussoladomani |
| 7 | 23 agosto 1990 | Lido di Camaiore | Bussoladomani |
| 8 | 26 agosto 1990 | Lido di Camaiore | Bussoladomani |
| 9 | 30 agosto 1990 | Lido di Camaiore | Bussoladomani |

Il tour iniziò il 3 luglio 1990 e si concluse il 30 agosto dello stesso anno.

## La scaletta
1. Amico
2. Per non essere così
3. No!Mamma, no!
4. Ostinato amore
5. Mi vendo
6. Notte balorda
7. Spiagge
8. Sterili
9. Motel
10. Ho dato
11. Madame
12. Il canto di Esmeralda
13. I nuovi santi
14. Reginella
15. Talento
16. Il grande mare
17. Rose
18. Medley: Ancora fuoco - Piper club
19. Un uomo da bruciare
20. Accade
21. Voyeur
22. Ha tanti cieli la Luna
23. Più su
24. Il carrozzone
25. Il cielo